# Lapa do Convento
Lapa do Convento é uma caverna de calcário, localizada no município de Campo Formoso, na Bahia, medindo 9.300 metros de comprimento.